# Ribes grande
Ribes grande är en ripsväxtart som beskrevs av Joseph Nelson Rose. Ribes grande ingår i släktet ripsar, och familjen ripsväxter. Inga underarter finns listade i Catalogue of Life.